# ثيلوة منقطة
الثيلوة المنقطة (الاسم العلمي:Thiloa stigmaria) هو نوع نباتي يتبع جنس الثيلوة من الفصيلة القمبريطية.